# Pernumia
Pernumia ist eine nordostitalienische Gemeinde (comune) in der Provinz Padua in Venetien. Die Gemeinde liegt etwa 18 Kilometer südsüdwestlich von Padua. 

## Persönlichkeiten
- Ruzante (1496–1541), Komödiendichter
- Alfredo Magarotto (1927–2021), römisch-katholischer Geistlicher, Bischof von Vittorio Veneto

## Verkehr
Durch die Gemeinde führt die Autostrada A13 von Padua nach Bologna. Die Strada Statale 16 Adriatica begrenzt die Gemeinde im Nordwesten.